# SAMPSON

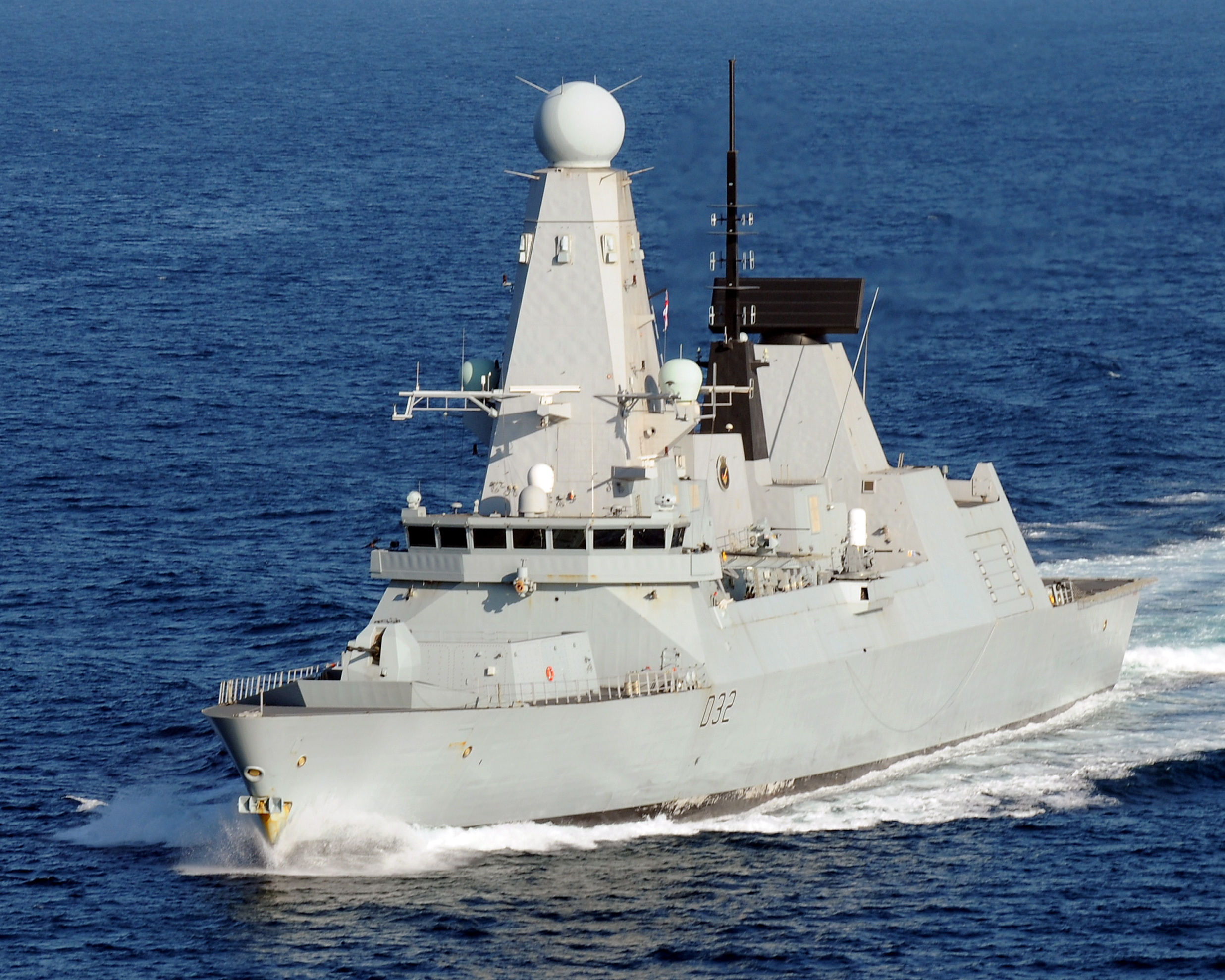
HMS Daring mit SAMPSON-Kugel

SAMPSON ist ein rotierendes, aktiv phasengesteuertes Multifunktionsradar, das auf den britischen Zerstörern der Daring-Klasse (2006) eingesetzt wird. Die kugelförmige Radarkuppel befindet sich an der Spitze des Mastes. Das SAMPSON wurde explizit dafür entwickelt, schnelle Tarnkappenflugzeuge und Raketen mit Stealthtechnik unter schweren elektronischen Gegenmaßnahmen orten und verfolgen zu können. Es dient auch als Feuerleitradar für das Sea Viper System und andere Waffensysteme.

## Geschichte
Die Entwicklung des SAMPSON begann 1977, als erste Studien zu einem Multi-function Electronically Scanned Adaptive Radar (MESAR) durchgeführt wurden. Der Entwicklungsvertrag mit Plessey wurde 1982 unterschrieben. Die Entwicklung wurde von Siemens Plessey Radar und dem Verteidigungsministerium des Vereinigten Königreichs finanziert. Die erste Phase endete mit der Lieferung einer Antenne und eines Datenaufzeichnungsgeräts zur ARE Funtington Test Range im August 1988. Vor Ort wurden Tests zum adaptive Beamforming durchgeführt.
Das Programm führte zu zwei Prototyp-Radaren im S-Band: MESAR 1 wurde 1989–1995 in drei Testprogrammen eingesetzt, und erprobte die Sende- und Empfangsmodultechnik (TRM), adaptive Beamforming und Echtzeitkontrolle. Das MESAR 1 bestand aus einem Array mit 1,8 × 1,8 m, welches in einem Aufbau aus glasfaserverstärktem Kunststoff untergebracht war. Von den 918 TRM-Plätzen waren 156 besetzt. Die T/R-Module waren MMIC auf GaAs-Basis, welche auf einem Substrat aus Aluminiumoxid befestigt waren. Diese hybride Mikrowellenschaltung war zum damaligen Zeitpunkt die preiswerteste Lösung. Die 4-Bit Phasenschieber hatten zwei GaAs MMIC Schalter, jeder 1,1 × 2,5 mm klein. Bei Auslegungsfrequenz wurde eine Genauigkeit der Phasenverschiebung von 4° RMS verwirklicht. Die Abstrahlleistung pro Modul betrug 2 W über eine Bandbreite von 20 % im S-Band (2,7–3,3 GHz), mit einem Wirkungsgrad (PAE) von 22 %. Die Rauschzahl war 3,5 dB. Der Tastgrad betrug 30 %. Die Abmessungen des gesamten Moduls ohne Wärmesenke war 40 × 118 × 10 mm. Jedes Modul besaß noch einen Prozessor zur Berechnung und Steuerung von Phase und Spannung. Zur Berechnung musste nur die Lage des Elementes in der Antenne in ein ROM eingegeben werden. Durch die Glasfaserleitung, die jedes Modul besaß, wurden die Koordinaten des Strahls und die Frequenz gesendet. Durch den Verzicht auf eine zentrale Berechnung der Phasenverschiebung jedes Elements und der dafür nötigen Verkabelung konnten Komplexität und Kosten reduziert werden. Die Empfangssignale von benachbarten Elementen wurden über Streifenleitungen in Gruppen zusammengefasst, sodass die Antenne in 16 Sub-Arrays unterteilt wurde. Nach dem Downconverter, Verstärker, Filter und nochmaligem Downconverter wurde das Signal durch einen Analog-Digital-Umsetzer geschickt. Clutter konnte durch einen kohärenten und nicht-kohärent MTI-Modus und Zweikanal-Monopulsverfahren gefiltert werden.
Ab 1991 begannen Such- und Zielverfolgungstests, und der Echtzeitbetrieb. Seit 1993 arbeitete das MESAR-Radar einsatztauglich. Innerhalb des Scanvolumens von ±45° im Azimut und 50° in der Elevation konnten Luft- und Bodenziele sicher verfolgt werden. Die Testserie mit einer MESAR-Variante mit vier Radarantennen begann im Januar 1994 in Schottland und wurde durch die Strategic Defense Initiative Organisation finanziert. MESAR 2 begann 1995 und dauerte 2 Jahre an. Das Radar wurde vollständig mit Sende- und Empfangsmodulen (TRM) bestückt und bestand aus 1264 TRM. Mit 10 W Peakleistung pro Modul und 30 % Tastgrad im S-Band war ein Fortschritt gegenüber dem MESAR 1 erkennbar. Die Tests wurden auf Benbecula auf den Äußeren Hebriden durchgeführt. Dabei wurden Non cooperative target identification (NCTI) und die Verfolgung von Bomben, Mörsern und Seezielflugkörpern erprobt. Mit einer Sea Petrel wurde die Ortung von ballistischen Raketen erprobt. Abschließend folgte das ARTIST-Programm, in Zusammenarbeit mit den USA. Das erste SAMPSON stand 1999 zur Verfügung. Zwischen 2000 und 2001 wurden Tests auf der Trial Barge Longbow durchgeführt. Der Preis pro SAMPSON beträgt etwa $ 15 Mio. im Jahr 1994.

## Technik

### Allgemein

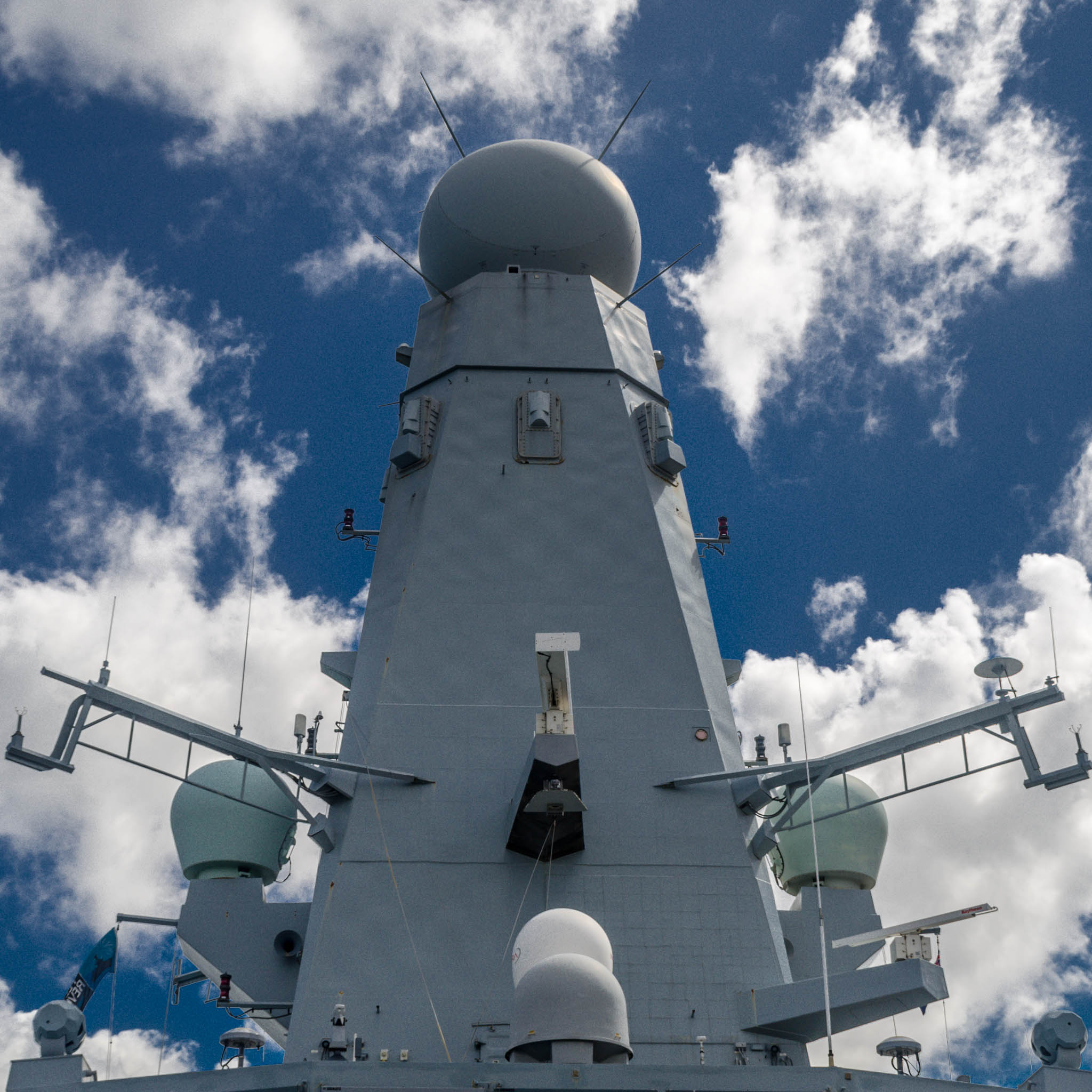
CFK-Mast mit Radom und Blitzableitern

Das SAMPSON besteht aus zwei aktiven Phased-Array-Radaren, die Rücken an Rücken stehend im E/F-Band (2–4 GHz) arbeiten. Das E/F-Band wurde gewählt, da die Auflösung für NCTI und der Detailgrad von ballistischen Zielen noch hoch genug ist, das Radar weniger von Regen beeinflusst wird, und die Kühlung durch Luft erfolgen kann. Der Aufbau und die Antennengehäuse sind dabei vollständig aus kohlenstofffaserverstärktem Kunststoff gefertigt, um die Masse niedrig zu halten, was einen hohen Aufbau und einen weiten Radiohorizont ermöglicht. Die Antennen werden durch ein kugelförmiges Radom umschlossen, das als GFK-Sandwichplatte mit Wabenkern ausgelegt ist, und mit den Antennen mit 30/min rotiert. Die Stacheln auf dem Radom sind Blitzableiter, deren Ströme über Carbonbürsten am Drehring an die untere Schiffsstruktur weitergegeben werden. Um die Sende- und Empfangsmodule (TRM) zu schützen, ist deren CFK-Gehäuse mit einem weiteren leitenden Gitter aus CFK umgeben. Die gesamte Antennenanlage wiegt 4,6 Tonnen.
Die 2650 Sende- und Empfangsmodule (TRM) jeder Antenne sind in Quadpacks gegliedert, d. h. jeweils vier GaAs HPA sind auf einer Leiterplatte mit einem Controller zusammengefasst. Die Pulsleistung pro TRM liegt bei 10 W. Vier Quadpacks werden von hinten in einen Rahmen gesteckt, sodass die Antenneneinheiten durch Fenster nach vorne sehen können. Die Leiterplatten enthalten noch Bausteine für die Kommunikation via Glasfaserkabel und die Steuerung der Radarstrahlen. Jeder Viererpack hat vier unabhängige Kanäle mit Sende- und Empfangseinheit, 6-Bit Phasen- und Amplitudenkontroller und ASIC-Chip, der die Steuerbefehle des Rechners unter Deck ausführt, und Elevations-, Azimutwinkel und Frequenz steuert. Die Stromversorgung aller Module mit 325 V Gleichspannung wird über eine Sammelschiene im Rücken der Antennen gewährleistet. Jede Antennenfläche ist in 16 Untergruppen, so genannte Sub-Arrays aufgeteilt. Das Empfangssignal wird in den Sende- und Empfangsmodulen vorverarbeitet, in ein Beamformer-Netzwerk und dann in einen Empfänger geleitet, wo es durch einen Analog-Digital-Umsetzer digitalisiert wird. Der Datenstrom wird dann auf ein optisches Signal aufmoduliert, und über einen optischen Drehübertrager mit über 20 GBit/s in optische Empfänger unter Deck geleitet. Die gesamte Anlage ist gegen NEMP gehärtet.
Die Kühlung der Antennenanlage findet wie folgt statt: Unter Deck wird Luft über ein Gebläse in einem Schacht nach oben geblasen, zwischen die beiden Antennenflächen. Die einzige Möglichkeit für die Luft zu entweichen ist, durch Löcher in der Antennenfläche zu strömen, und diese somit zu kühlen. Die warme Luft befindet sich dann im Radom, von wo aus sie nur nach unten, durch Öffnungen im Drehtisch zurück in die Aufbauten strömen kann. Dort wird die Luft durch wassergekühlte Wärmetauscher mit Ventilatoren gesaugt. Der Hauptstrom fließt dann zum Gebläse, wo der Kreislauf von vorn beginnt. Ein Teil der Luft wird nach den Ventilatoren abgezweigt, und zurück in den Fallstrom geführt, wo sie den Wärmetauscher ein weiteres Mal durchströmt. Die Ölschmierung des rotierenden Antennentisches trägt ebenfalls zur Kühlung bei, indem das Öl elektrisch beheizt, oder durch Wärmetauscher gekühlt wird. Die Temperatur der Antennenanlage kann so stets auf 20±2 °C gehalten, und Infrarot-Hotspots am Mast vermieden werden.

### Signalverarbeitung
Unter Deck befinden sich sechs Rechnerschränke: Zwei für die Kontrolle des Radars und seiner Strahlen, zwei zur Vorverarbeitung der empfangenen Daten und zwei 16-kanalige Schränke für die Adaptive Beamformer. Die Datenverarbeitung erfolgt für jede Antenne separat mit Hilfe von Intel i860 Prozessoren. Da die Waveform vollständig durch Software festgelegt wird, wird die maximale Reichweite des Radars nur durch die Frequenz und Plusleistung begrenzt. 50 % der Software von MESAR wurden für SAMPSON übernommen. Das Antennendiagramm des SAMPSON wird elektronisch geformt, und entspricht einem Cosecans²-Diagramm. Durch die rotierenden Antennenflächen kann eine 360° Überwachung im Azimut gewährleistet werden, allerdings ist durch die Drehung ein Prozess-Scheduling nötig. Das gesamte Überwachungsgebiet des Radars wird deshalb in einzelne Regionen eingeteilt, welche sich überlappenden Strahlpositionen entsprechen. Jede Region kommt damit in den Genuss von Frame-Time, welche wiederum vom Operator an der Radarkonsole geändert werden kann, um einer Region mehr oder weniger Frame-Time zuzuweisen. Wird ein Ziel getrackt, wird dieses unabhängig von den Regionen mit einem Radarstrahl beleuchtet. Die Aufgaben können dabei AESA-typisch verschränkt werden; die Software wurde in Ada programmiert.

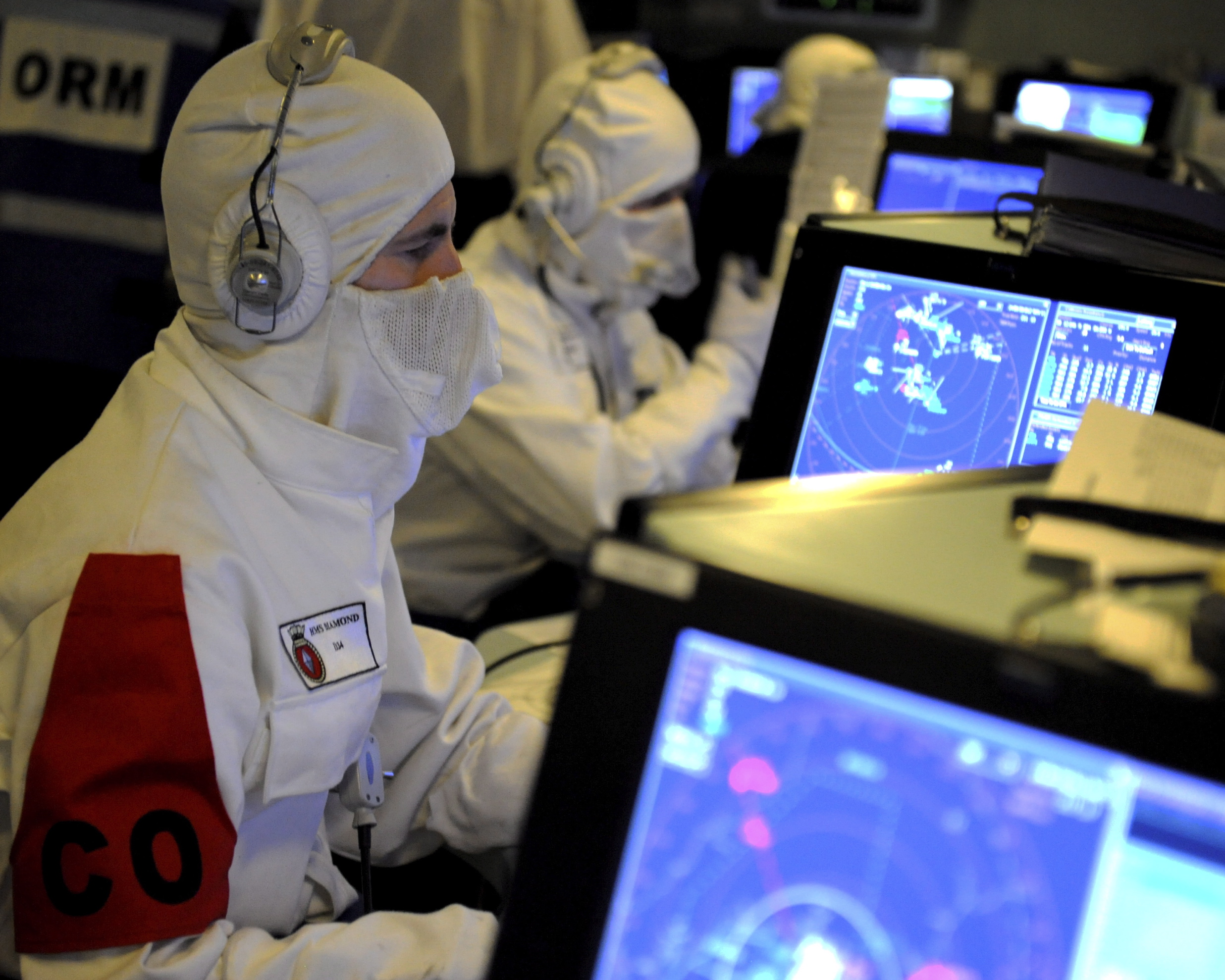
Operationszentrale der HMS Diamond

Störsender können durch Adaptive Nulling ausgeblendet werden. Die Empfangssignale aller T/R-Module werden dazu in 16 Sub-Arrays aufgeteilt, und auf ein Basisband heruntergemischt. Bei weniger datenintensiven Überwachungsaufgaben wird ein Teil der Daten herausgefiltert. Alle Daten für eine Blickrichtung des Radarstrahls werden in einem Puffer zwischengespeichert. Der Speicher ist groß genug, um beim Interleaving die Daten mehrerer Aktivitäten zu fassen. Die gesammelten Daten gehen dann in die Weight Computation Unit (WCU). Wenn die Daten in die WCU geschoben werden, obwohl der Puffer noch empfängt, kann die Zielenergie die in die WCU eingeht reduziert werden. Dies kann sinnvoll sein, wenn die WCU hauptsächlich Störenergie empfängt. Wenn Daten über mehrere Pulse gesammelt werden, kann durch Dopplerfilter der Clutter herausgerechnet werden. Die WCU berechnet Wichtungen, Summen und Differenzen, um den Empfang durch Nebenkeulen herauszurechnen (Nebenkeulenunterdrückung). Mit den gesammelten Daten im Puffer werden drei Signalkeulen berechnet, welche vor gegnerischen Störungen geschützt sind. Die zeitnahe Berechnung war beim MESAR ein Problem, da die 10 MFLOPS rund 500 µs benötigten, um die Matrizen im Gaußschen Eliminationsverfahren zu lösen. Das SAMPSON verwendet deshalb Intel i860 Prozessoren und QR-Zerlegung, um mit 80 MFLOPS die Aufgabe in 100 – 200 µs zu erledigen. Da der Operator im Normalfall nicht merkt, dass das SAMPSON gestört wird, führen die Sub-Arrays Jammer Strobe Extraction (JSE) durch, um den Emitter anzupeilen. Durch diese Integrationsmethode kann auch der Öffnungswinkel eines empfangenden Sub-Arrays virtuell reduziert werden, um eine präzisere Positionsbestimmung zu ermöglichen.
Das so gewonnene störfreie Radarecho versucht der Signalprozessor, durch Winkel und Entfernung einem stationären Ziel, oder einem Ziel im Slow Tracker zuzuordnen. Misslingt dies, wird es an den Main Tracker weitergegeben, welcher den Radarprozessor anweist, spezielle Sektionen des Suchvolumens mit derselben Wellenform auszuleuchten, um den Radarkontakt zu bestätigen. Hier kommt das Scheduling ins Spiel: Der Prozess-Scheduler achtet darauf, dass die Aufgaben zur richtigen Zeit ausgeführt werden, dass das Radar effizient eingesetzt wird und dringende Aufgaben vor Aufgaben mit geringer Priorität durchgeführt werden. Der Slow Tracker verfolgt alle stationären und langsamen Ziele, um dem eigentlichen Plotextraktor landschaftliche, entomologische und ornithologische Beobachtungen zu ersparen. Hier werden nur Elevations- und Azimutwinkel eines Kontaktes gespeichert. Der Main Tracker ist der Plotextraktor zur Verfolgung von militärisch relevanten Zielen und enthält eine Liste aller Tracks. Wenn ein Radarkontakt keinem existierenden Ziel zugeordnet werden kann, wird der Radarprozessor angewiesen, genauere Informationen über das Ziel zu gewinnen, um einen neuen Track anzulegen. Der Radarprozessor entscheidet selbstständig über die geeignete Wellenform, um Radarkontakte zu verfolgen.
Bei Überwachungsaufgaben wird für jede Strahlposition eine von acht verfügbaren Wellenformen ausgewählt, je nachdem ob Bodenclutter, bewegter Clutter oder EloGM vorhanden ist. Für die Langstreckensuche sendet das Radar mit niedrigen Pulswiederholraten, beim Abtasten des Horizontes mit hohen Pulswiederholraten. Die Signale werden im Pulskompressionsverfahren abgestrahlt. Wird ein Ziel verfolgt, wird die Wellenform adaptiv an Umwelt- und EloGM-Bedingungen angepasst, um stets die benötigte Ortungsleistung zu erzielen. Dazu wird auf die Clutter- und Störkarten zurückgegriffen, welche das Radar bei Überwachungsaufgaben anlegt. Neben der Wellenform wird auch die Beleuchtungszeit und die Pulswiederholrate angepasst. Das Scheduling ist dabei so gewählt, dass innerhalb von 100 ms ein Plot bestätigt werden kann, und zum Track hochgestuft wird. Die Updaterate wird ebenfalls adaptiv an das Ziel angepasst, und liegt zwischen 0,1 und 10 Sekunden: Nahe und manövrierfähige Ziele werden häufiger beleuchtet als entfernte, träge Flugzeuge. Beginnt ein Flugzeug zu manövrieren, wird die Updaterate ebenfalls erhöht. Bei einem Split muss die Suchfunktion nicht bemüht werden, der neue Kontakt wird einfach als neuer Plot angelegt. Um Mehrfachziele innerhalb der Winkel- und Entfernungsauflösung zu entdecken, wird durch die Sub-Arrays der IMP-Algorithmus angewendet. Geortete Ziele können auch durch ein Monopulsverfahren verfolgt werden: Dazu wird mit mehreren überlappenden Signalkeulen gleichzeitig auf das Ziel gesendet, und das Echo nach der Signalstärke der Keulen ausgewertet, um die Position des Ziels in den überlappenden Keulen zu berechnen. Im Randbereich der Antenne wird der Winkel zum Ziel generell durch eine Monopulssuche bestimmt.
Flugziele können durch nichtkooperative Zielidentifizierung identifiziert werden. Dazu wird das ISAR-Verfahren eingesetzt. Durch die rotierende Antenne wurde der Umweg über High Range Resolution (HRR) gewählt, um das 3D-Bild des Ziels zu errechnen.

### Reichweite

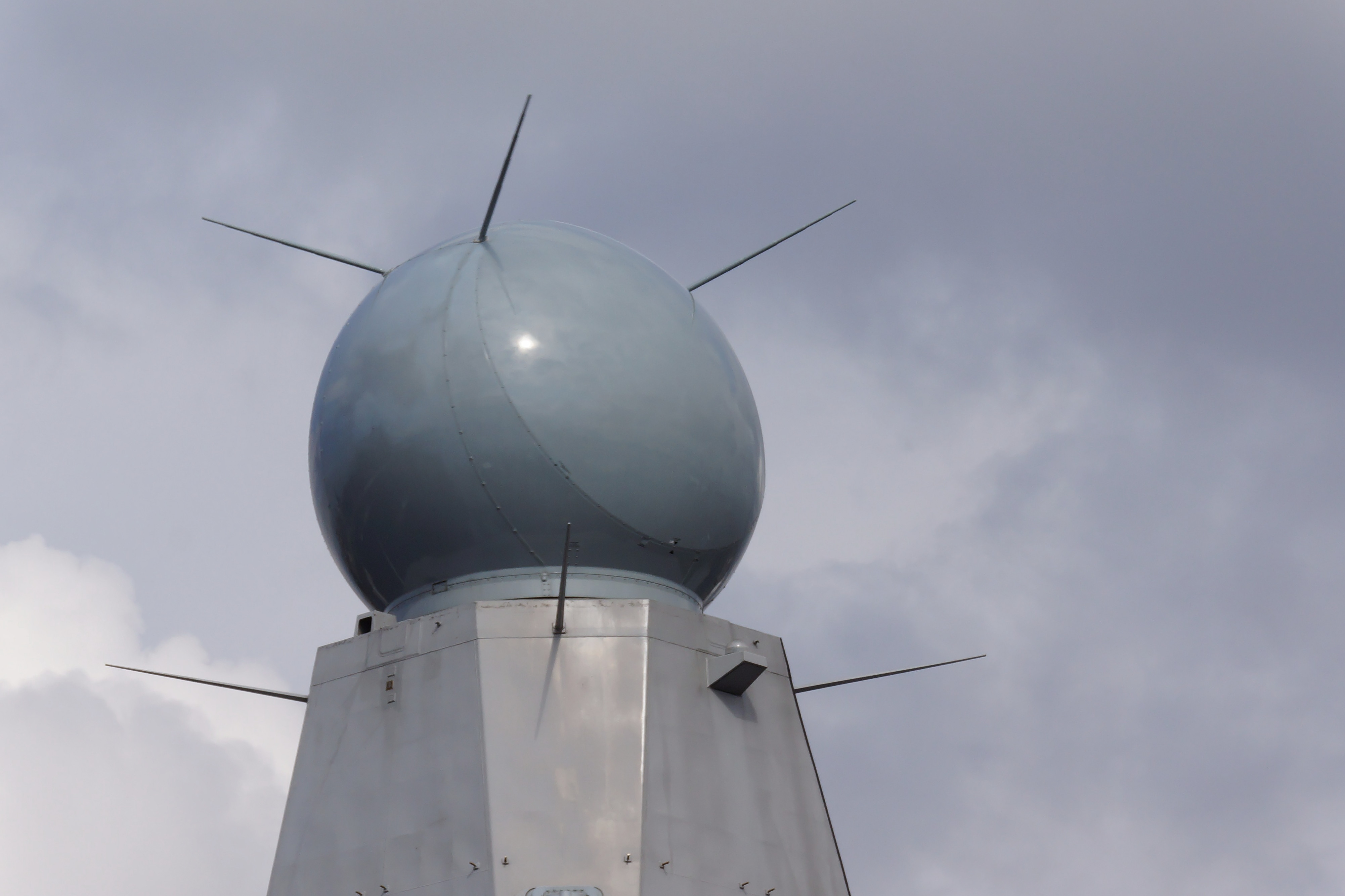
Nahaufnahme des Radoms mit Blitzableitern-Stacheln

E. R. Billam vom Admiralty Research Establishment (ARE) hielt 1989 auf einer Veranstaltung der Institution of Electrical Engineers einen Vortrag. Die Aussage, dass Tarnkappentechnik Flugzeuge unsichtbar machen würde, hielt Billam für ein Gerücht. Als Beleg führte er eine Berechnung zum MESAR aus: Für ein Radar mit 3000 TRM à 10 W im S-Band (3 GHz) und 2,2° Öffnungswinkel konnte er eine Ortungsreichweite von 58 km gegen eine Arbeiterbiene mit einem Radarquerschnitt von 0,0002 m² berechnen. BAE Systems gibt für SAMPSON eine Ortungsreichweite von 105 km gegen eine Taube mit 0,008 m² an. Damit können gemäß der Radargleichung folgende Ortungsreichweiten errechnet werden:
- 0,0001 m² auf 35 km (49 km)
- 0,001 m² auf 62 km (87 km)
- 0,01 m² auf 111 km (154 km)
- 0,1 m² auf 197 km (274 km)

Die Reichweiten in Klammern nach ARE für eine 3000-Modul-Antenne. Durch die geringere Modulzahl von 2650 TRM, und die daraus resultierende geringere Pulsleistung und Antennengröße sind die entomologischen Beobachtungsmöglichkeiten eingeschränkt. Manche Quellen nennen aber auch eine Modulleistung von 20 W für SAMPSON. In diesem Fall wäre die BAE-Ortungsreichweite unrealistisch niedrig. Die Wahrheit wird wohl irgendwo dazwischen liegen.

## Varianten
- SAMPSON: Standardversion wie oben beschrieben. Kommt nur auf den Lenkwaffenzerstörern der Daring-Klasse (2006) zum Einsatz. Ein X-Band-Datenlink für Standard Missile kann nachgerüstet werden.
- SPECTAR: Variante mit nur einer AESA-Antennenfläche. Wurde 1996 auf der Euronaval vorgestellt. Noch keine Kunden.[4]
- ARTIST: Advanced Radar Technology Integrated System Test Bed, auch als MESAR 3 bezeichnet. Neue S-Band TRM auf SiC- und GaN-Basis für mehr Power. Wurde von MOD und US Navy finanziert. Die Ergebnisse sollten in DD(X) und CG(X) einfließen.[4]